# Telomantis robusta
Telomantis robusta är en bönsyrseart som beskrevs av Max Beier 1950. Telomantis robusta ingår i släktet Telomantis och familjen Mantidae. Inga underarter finns listade i Catalogue of Life.